# 集積の経済
集積の経済（しゅうせきのけいざい、英語: agglomeration economics）とは、企業活動が特定地域に集中して立地することで得られる便益のことである。都市経済学において、都市の成立要因のひとつとして指摘されている。
集積の経済の理論化とその発展は、マーシャルの流れを汲むものとヴェーバーの流れを汲むものに二分される。アルフレッド・マーシャルは、1890年に出版した『Principles of Economics』の中で、特定の地域で特定の産業が集積するようになる要因として説明した。マーシャルは、地理的要因などが産業集積のきっかけになると指摘するとともに、集積によって新たなメリットが生じ、更なる企業の立地を呼び込むとした。集積のメリットとして、地域内に特定産業に必要な技能を持った労働者の集団ができる、企業間の分業ネットワークが形成されることなどを挙げた。アルフレート・ヴェーバーは、工業立地論の体系化の中で、原材料や中間財の輸送コストの効率化を図ろうとする企業の行動が集積につながるとした。
近年では、マイケル・ポーターが1998年に産業クラスター（Industrial Clusters）理論を提唱しており、カリフォルニアワインを例に、ブドウの生産、ワイン加工、販売等、一定の地理的範囲内で企業や産業間の交流が活発化することでイノベーションが生み出されるとしている。